# Balloon Bomber
Balloon Bomber es un videojuego Matamarcianos publicado por Taito en 1980.

## Argumento
En Balloon Bomber se controla a un tirador que se mueve de izquierda a derecha y le dispara a globos que dejan caer bombas. Si la bomba no da en el blanco, se hace un cráter a partir del cual el tirador no se puede desplazar, por consiguiente limitando los movimientos para esquivar las bombas.

## Especificaciones
- CPU: Intel 8080 (@ 1.9968 MHz)
- Chip de sonido: SN76477 (@ 1.9968 MHz), circuitería discreta.
- Orientación de pantalla: Vertical
- Resolución de pantalla: 224 x 260 píxels.
- Actualización de pantalla: 59.54 Hz
- Paleta de colores: 8